# العلاقات اليمنية الباهاماسية
العلاقات اليمنية الباهاماسية هي العلاقات الثنائية التي تجمع بين اليمن وباهاماس.

## مقارنة بين البلدين
هذه مقارنة عامة ومرجعية للدولتين:
| وجه المقارنة                                              | اليمن         | باهاماس      |
| --------------------------------------------------------- | ------------- | ------------ |
| المساحة (كم2)                                             | 555.00 ألف    | 13.88 ألف    |
| عدد السكان (نسمة)                                         | 28.25 مليون   | 395.36 ألف   |
| الكثافة السكانية (ن./كم²)                                 | 50.9          | 28.48        |
| العاصمة                                                   | صنعاء، عدن    | ناساو        |
| اللغة الرسمية                                             | اللغة العربية | لغة إنجليزية |
| العملة                                                    | ريال يمني     | دولار بهامي  |
| الناتج المحلي الإجمالي (بليون دولار)                      | 18.21 مليار   | 12.16 مليار  |
| الناتج المحلي الإجمالي (تعادل القوة الشرائية) بليون دولار | 75.69 مليار   | 8.92 مليار   |
| الناتج المحلي الإجمالي الاسمي للفرد دولار أمريكي          | 1.41 ألف      | 22.82 ألف    |
| الناتج المحلي الإجمالي للفرد دولار أمريكي                 |               |              |
| مؤشر التنمية البشرية                                      | 0.498         | 0.790        |
| رمز المكالمات الدولي                                      | +967          | +1242        |
| رمز الإنترنت                                              | .ye           | .bs          |
| المنطقة الزمنية                                           | ت ع م+03:00   | 00           |

## منظمات دولية مشتركة
يشترك البلدان في عضوية مجموعة من المنظمات الدولية، منها:
| علم المنظمة | اسم المنظمة                               | تاريخ انضمام اليمن | تاريخ انضمام باهاماس |
| ----------- | ----------------------------------------- | ------------------ | -------------------- |
|             | مؤسسة التنمية الدولية                     | 22 مايو 1970       | 23 يونيو 2008        |
|             | الأمم المتحدة                             | 30 سبتمبر 1947     | 18 سبتمبر 1973       |
|             | منظمة الشرطة الجنائية الدولية             | ?                  | ?                    |
|             | المركز الدولي لتسوية المنازعات الاستشارية | 20 نوفمبر 2004     | 18 نوفمبر 1995       |
|             | الاتحاد الدولي للاتصالات                  | 1931               | 19 أغسطس 1974        |
|             | البنك الدولي للإنشاء والتعمير             | 3 أكتوبر 1969      | 21 أغسطس 1973        |
|             | الاتحاد البريدي العالمي                   | ?                  | ?                    |
|             | منظمة حظر الأسلحة الكيميائية              | ?                  | ?                    |
|             | مؤسسة التمويل الدولية                     | 22 مايو 1970       | 8 ديسمبر 1986        |
|             | وكالة ضمان الاستثمار متعدد الأطراف        | 12 مارس 1996       | 4 أكتوبر 1994        |
|             | يونسكو                                    | 2 أبريل 1962       | 23 أبريل 1981        |